# Curling nos Jogos Olímpicos de Inverno de 2022 - Masculino
As competições do curling masculino nos Jogos Olímpicos de Inverno de 2022 ocorreram no Centro Aquático Nacional de Pequim entre 9 e 19 de fevereiro. Dez equipes classificaram-se para o evento, que foi disputado num sistema de todos contra todos na primeira fase, classificando as quatro melhores equipes para a fase final.

## Medalhistas
|  | SWE Suécia                                                                    |  | GBR Grã-Bretanha                                                    |  | CAN Canadá                                                       |
|  | Niklas Edin Oskar Eriksson Rasmus Wranå Christoffer Sundgren Daniel Magnusson |  | Bruce Mouat Grant Hardie Bobby Lammie Hammy McMillan Jr. Ross Whyte |  | Brad Gushue Mark Nichols Brett Gallant Geoff Walker Marc Kennedy |

## Equipes
| CAN Canadá | CHN China | DEN Dinamarca | USA Estados Unidos | GBR Grã-Bretanha |
| --- | --- | --- | --- | --- |
| Capitão: Brad Gushue Terceiro: Mark Nichols Segundo: Brett Gallant Primeiro: Geoff Walker Reserva: Marc Kennedy           | Capitão: Ma Xiuyue Terceiro: Zou Qiang Segundo: Wang Zhiyu Primeiro: Xu Jingtao Reserva: Jiang Dongxu                          | Capitão: Mikkel Krause Terceiro: Mads Nørgård Segundo: Henrik Holtermann Primeiro: Kasper Wiksten Reserva: Tobias Thune  | Capitão: John Shuster Terceiro: Chris Plys Segundo: Matt Hamilton Primeiro: John Landsteiner Reserva: Colin Hufman           | Capitão: Bruce Mouat Terceiro: Grant Hardie Segundo: Bobby Lammie Primeiro: Hammy McMillan Jr. Reserva: Ross Whyte  |
| ITA Itália | NOR Noruega | ROC | SWE Suécia | SUI Suíça |
| Capitão: Joël Retornaz Terceiro: Amos Mosaner Segundo: Sebastiano Arman Primeiro: Simone Gonin Reserva: Mattia Giovanella | Capitão: Steffen Walstad Terceiro: Torger Nergård Segundo: Markus Høiberg Primeiro: Magnus Vågberg Reserva: Magnus Nedregotten | Capitão: Sergey Glukhov Terceiro: Evgeny Klimov Segundo: Dmitry Mironov Primeiro: Anton Kalalb Reserva: Daniil Goriachev | Capitão: Niklas Edin Terceiro: Oskar Eriksson Segundo: Rasmus Wranå Primeiro: Christoffer Sundgren Reserva: Daniel Magnusson | Quarto: Benoît Schwarz Terceiro: Sven Michel Capitão: Peter de Cruz Primeiro: Valentin Tanner Reserva: Pablo Lachat |

## Primeira fase

### Classificação
|  | Equipes classificadas para as semifinais |
|  | Equipes eliminadas na primeira fase      |

| País               | Capitão         | V | D | V/D      | PF | PS | EV | EP | EB | ER | %     | DSC   |
| ------------------ | --------------- | - | - | -------- | -- | -- | -- | -- | -- | -- | ----- | ----- |
| GBR Grã-Bretanha   | Bruce Mouat     | 8 | 1 | –        | 63 | 44 | 39 | 31 | 5  | 10 | 88.0% | 18.81 |
| SWE Suécia         | Niklas Edin     | 7 | 2 | –        | 64 | 44 | 43 | 30 | 10 | 11 | 85.7% | 14.02 |
| CAN Canadá         | Brad Gushue     | 5 | 4 | 1–0      | 58 | 50 | 34 | 38 | 7  | 7  | 84.4% | 26.49 |
| USA Estados Unidos | John Shuster    | 5 | 4 | 0–1      | 56 | 61 | 35 | 41 | 4  | 5  | 83.0% | 32.29 |
| CHN China          | Ma Xiuyue       | 4 | 5 | 2–1; 1–0 | 59 | 62 | 39 | 36 | 6  | 4  | 85.4% | 23.55 |
| NOR Noruega        | Steffen Walstad | 4 | 5 | 2–1; 0–1 | 58 | 53 | 40 | 36 | 0  | 11 | 84.4% | 20.96 |
| SUI Suíça          | Peter de Cruz   | 4 | 5 | 1–2; 1–0 | 51 | 54 | 33 | 38 | 13 | 3  | 84.5% | 15.74 |
| ROC                | Sergey Glukhov  | 4 | 5 | 1–2; 0–1 | 58 | 58 | 33 | 38 | 6  | 6  | 81.2% | 33.72 |
| ITA Itália         | Joël Retornaz   | 3 | 6 | –        | 59 | 65 | 36 | 35 | 3  | 8  | 81.7% | 30.76 |
| DEN Dinamarca      | Mikkel Krause   | 1 | 8 | –        | 36 | 71 | 30 | 39 | 3  | 2  | 78.1% | 32.84 |

### Resultados
Todas as partidas seguem o horário local (UTC+8).
Primeira rodada
Quarta-feira, 9 de fevereiro, 20:05
| Pista A                | LSFE    | 1 | 2 | 3 | 4 | 5 | 6 | 7 | 8 | 9 | 10 | Final |
| ---------------------- | ------- | - | - | - | - | - | - | - | - | - | -- | ----- |
| DEN Dinamarca (Krause) | Martelo | 0 | 2 | 0 | 2 | 0 | 0 | 1 | 0 | X | X  | 5     |
| CAN Canadá (Gushue)    |         | 1 | 0 | 3 | 0 | 1 | 2 | 0 | 3 | X | X  | 10    |

| Pista B                      | LSFE    | 1 | 2 | 3 | 4 | 5 | 6 | 7 | 8 | 9 | 10 | 11 | Final |
| ---------------------------- | ------- | - | - | - | - | - | - | - | - | - | -- | -- | ----- |
| USA Estados Unidos (Shuster) | Martelo | 1 | 0 | 0 | 0 | 1 | 1 | 0 | 2 | 0 | 0  | 1  | 6     |
| ROC (Glukhov)                |         | 0 | 0 | 1 | 2 | 0 | 0 | 1 | 0 | 0 | 1  | 0  | 5     |

| Pista C               | LSFE    | 1 | 2 | 3 | 4 | 5 | 6 | 7 | 8 | 9 | 10 | Final |
| --------------------- | ------- | - | - | - | - | - | - | - | - | - | -- | ----- |
| NOR Noruega (Walstad) |         | 0 | 1 | 1 | 0 | 1 | 1 | 0 | 0 | 2 | 1  | 7     |
| SUI Suíça (de Cruz)   | Martelo | 1 | 0 | 0 | 1 | 0 | 0 | 0 | 2 | 0 | 0  | 4     |

| Pista D           | LSFE    | 1 | 2 | 3 | 4 | 5 | 6 | 7 | 8 | 9 | 10 | Final |
| ----------------- | ------- | - | - | - | - | - | - | - | - | - | -- | ----- |
| CHN China (Ma)    |         | 0 | 0 | 0 | 0 | 1 | 1 | 0 | 2 | 0 | 0  | 4     |
| SWE Suécia (Edin) | Martelo | 0 | 0 | 1 | 2 | 0 | 0 | 2 | 0 | 0 | 1  | 6     |

Segunda rodada
Quinta-feira, 10 de fevereiro, 14:05
| Pista A                      | LSFE    | 1 | 2 | 3 | 4 | 5 | 6 | 7 | 8 | 9 | 10 | Final |
| ---------------------------- | ------- | - | - | - | - | - | - | - | - | - | -- | ----- |
| USA Estados Unidos (Shuster) | Martelo | 1 | 0 | 1 | 0 | 0 | 2 | 0 | 0 | 0 | X  | 4     |
| SWE Suécia (Edin)            |         | 0 | 2 | 0 | 2 | 1 | 0 | 1 | 1 | 0 | X  | 7     |

| Pista B               | LSFE    | 1 | 2 | 3 | 4 | 5 | 6 | 7 | 8 | 9 | 10 | Final |
| --------------------- | ------- | - | - | - | - | - | - | - | - | - | -- | ----- |
| NOR Noruega (Walstad) |         | 0 | 2 | 0 | 0 | 1 | 0 | 0 | 1 | 0 | X  | 5     |
| CAN Canadá (Gushue)   | Martelo | 2 | 0 | 0 | 1 | 0 | 1 | 1 | 0 | 4 | X  | 6     |

| Pista C        | LSFE    | 1 | 2 | 3 | 4 | 5 | 6 | 7 | 8 | 9 | 10 | Final |
| -------------- | ------- | - | - | - | - | - | - | - | - | - | -- | ----- |
| CHN China (Ma) | Martelo | 0 | 0 | 0 | 0 | 0 | 0 | 0 | 0 | 0 | 0  | 4     |
| ROC (Glukhov)  |         | 0 | 0 | 0 | 0 | 0 | 0 | 0 | 0 | 0 | 0  | 7     |

| Pista D                  | LSFE    | 1 | 2 | 3 | 4 | 5 | 6 | 7 | 8 | 9 | 10 | Final |
| ------------------------ | ------- | - | - | - | - | - | - | - | - | - | -- | ----- |
| GBR Grã-Bretanha (Mouat) |         | 0 | 1 | 0 | 2 | 0 | 0 | 2 | 1 | 0 | 1  | 7     |
| ITA Itália (Retornaz)    | Martelo | 2 | 0 | 1 | 0 | 0 | 1 | 0 | 0 | 1 | 0  | 5     |

Terceira rodada
Sexta-feira, 11 de fevereiro, 9:05
| Pista A             | LSFE    | 1 | 2 | 3 | 4 | 5 | 6 | 7 | 8 | 9 | 10 | Final |
| ------------------- | ------- | - | - | - | - | - | - | - | - | - | -- | ----- |
| SUI Suíça (de Cruz) | Martelo | 0 | 0 | 3 | 0 | 0 | 0 | 0 | 3 | 0 | X  | 6     |
| ROC (Glukhov)       |         | 0 | 0 | 0 | 2 | 1 | 0 | 0 | 0 | 0 | X  | 3     |

| Pista B                      | LSFE    | 1 | 2 | 3 | 4 | 5 | 6 | 7 | 8 | 9 | 10 | Final |
| ---------------------------- | ------- | - | - | - | - | - | - | - | - | - | -- | ----- |
| GBR Grã-Bretanha (Mouat)     |         | 0 | 0 | 2 | 0 | 2 | 2 | 0 | 1 | 0 | X  | 7     |
| USA Estados Unidos (Shuster) | Martelo | 0 | 2 | 0 | 3 | 0 | 0 | 2 | 0 | 2 | X  | 9     |

| Pista C               | LSFE    | 1 | 2 | 3 | 4 | 5 | 6 | 7 | 8 | 9 | 10 | Final |
| --------------------- | ------- | - | - | - | - | - | - | - | - | - | -- | ----- |
| SWE Suécia (Edin)     | Martelo | 0 | 1 | 0 | 2 | 0 | 3 | 0 | 3 | X | X  | 9     |
| ITA Itália (Retornaz) |         | 0 | 0 | 1 | 0 | 1 | 0 | 1 | 0 | X | X  | 3     |

| Pista D                | LSFE    | 1 | 2 | 3 | 4 | 5 | 6 | 7 | 8 | 9 | 10 | Final |
| ---------------------- | ------- | - | - | - | - | - | - | - | - | - | -- | ----- |
| DEN Dinamarca (Krause) |         | 0 | 1 | 0 | 1 | 0 | 1 | 0 | 1 | 0 | 0  | 4     |
| CHN China (Ma)         | Martelo | 1 | 0 | 1 | 0 | 2 | 0 | 1 | 0 | 0 | 0  | 5     |

Quarta rodada
Sexta-feira, 11 de fevereiro, 20:05
| Pista B                | LSFE    | 1 | 2 | 3 | 4 | 5 | 6 | 7 | 8 | 9 | 10 | Final |
| ---------------------- | ------- | - | - | - | - | - | - | - | - | - | -- | ----- |
| ROC (Glukhov)          | Martelo | 0 | 2 | 0 | 2 | 6 | 0 | X | X | X | X  | 10    |
| DEN Dinamarca (Krause) |         | 0 | 0 | 1 | 0 | 0 | 1 | X | X | X | X  | 2     |

| Pista C                  | LSFE    | 1 | 2 | 3 | 4 | 5 | 6 | 7 | 8 | 9 | 10 | Final |
| ------------------------ | ------- | - | - | - | - | - | - | - | - | - | -- | ----- |
| GBR Grã-Bretanha (Mouat) | Martelo | 1 | 0 | 2 | 2 | 0 | 3 | 0 | X | X | X  | 8     |
| NOR Noruega (Walstad)    |         | 0 | 1 | 0 | 0 | 1 | 0 | 1 | X | X | X  | 3     |

| Pista D             | LSFE    | 1 | 2 | 3 | 4 | 5 | 6 | 7 | 8 | 9 | 10 | Final |
| ------------------- | ------- | - | - | - | - | - | - | - | - | - | -- | ----- |
| CAN Canadá (Gushue) |         | 0 | 0 | 1 | 0 | 0 | 2 | 0 | 0 | 0 | X  | 3     |
| SUI Suíça (de Cruz) | Martelo | 1 | 1 | 0 | 0 | 1 | 0 | 0 | 1 | 1 | X  | 5     |

Quinta rodada
Sábado, 12 de fevereiro, 14:05
| Pista A               | LSFE    | 1 | 2 | 3 | 4 | 5 | 6 | 7 | 8 | 9 | 10 | Final |
| --------------------- | ------- | - | - | - | - | - | - | - | - | - | -- | ----- |
| ITA Itália (Retornaz) |         | 0 | 1 | 0 | 3 | 0 | 2 | 1 | 0 | 2 | 0  | 9     |
| CHN China (Ma)        | Martelo | 2 | 0 | 3 | 0 | 3 | 0 | 0 | 3 | 0 | 1  | 12    |

| Pista B             | LSFE    | 1 | 2 | 3 | 4 | 5 | 6 | 7 | 8 | 9 | 10 | Final |
| ------------------- | ------- | - | - | - | - | - | - | - | - | - | -- | ----- |
| CAN Canadá (Gushue) |         | 0 | 0 | 0 | 0 | 2 | 0 | 0 | 2 | 0 | 0  | 4     |
| SWE Suécia (Edin)   | Martelo | 0 | 1 | 0 | 1 | 0 | 2 | 1 | 0 | 1 | 1  | 7     |

| Pista C                | LSFE    | 1 | 2 | 3 | 4 | 5 | 6 | 7 | 8 | 9 | 10 | Final |
| ---------------------- | ------- | - | - | - | - | - | - | - | - | - | -- | ----- |
| DEN Dinamarca (Krause) |         | 0 | 1 | 0 | 2 | 0 | 1 | 0 | 0 | 2 | 0  | 6     |
| SUI Suíça (de Cruz)    | Martelo | 2 | 0 | 2 | 0 | 2 | 0 | 0 | 1 | 0 | 1  | 8     |

| Pista D                      | LSFE    | 1 | 2 | 3 | 4 | 5 | 6 | 7 | 8 | 9 | 10 | Final |
| ---------------------------- | ------- | - | - | - | - | - | - | - | - | - | -- | ----- |
| USA Estados Unidos (Shuster) |         | 0 | 2 | 0 | 1 | 0 | 0 | 2 | 0 | 0 | 1  | 6     |
| NOR Noruega (Walstad)        | Martelo | 1 | 0 | 1 | 0 | 2 | 2 | 0 | 1 | 0 | 0  | 7     |

Sexta rodada
Domingo, 13 de fevereiro, 9:05
| Pista A               | LSFE    | 1 | 2 | 3 | 4 | 5 | 6 | 7 | 8 | 9 | 10 | Final |
| --------------------- | ------- | - | - | - | - | - | - | - | - | - | -- | ----- |
| NOR Noruega (Walstad) |         | 0 | 0 | 1 | 1 | 0 | 1 | 0 | 1 | 0 | 0  | 4     |
| SWE Suécia (Edin)     | Martelo | 0 | 1 | 0 | 0 | 0 | 0 | 2 | 0 | 1 | 2  | 6     |

| Pista B                  | LSFE    | 1 | 2 | 3 | 4 | 5 | 6 | 7 | 8 | 9 | 10 | Final |
| ------------------------ | ------- | - | - | - | - | - | - | - | - | - | -- | ----- |
| CHN China (Ma)           | Martelo | 1 | 0 | 0 | 2 | 0 | 0 | 0 | 0 | 1 | 2  | 6     |
| GBR Grã-Bretanha (Mouat) |         | 0 | 4 | 0 | 0 | 0 | 0 | 0 | 3 | 0 | 0  | 7     |

| Pista C                      | LSFE    | 1 | 2 | 3 | 4 | 5 | 6 | 7 | 8 | 9 | 10 | Final |
| ---------------------------- | ------- | - | - | - | - | - | - | - | - | - | -- | ----- |
| USA Estados Unidos (Shuster) |         | 0 | 0 | 1 | 0 | 0 | 3 | 0 | 1 | 0 | X  | 5     |
| CAN Canadá (Gushue)          | Martelo | 1 | 4 | 0 | 1 | 1 | 0 | 1 | 0 | 2 | X  | 10    |

| Pista D               | LSFE    | 1 | 2 | 3 | 4 | 5 | 6 | 7 | 8 | 9 | 10 | Final |
| --------------------- | ------- | - | - | - | - | - | - | - | - | - | -- | ----- |
| ITA Itália (Retornaz) |         | 0 | 0 | 3 | 0 | 3 | 0 | 0 | 1 | 0 | X  | 7     |
| ROC (Glukhov)         | Martelo | 0 | 3 | 0 | 3 | 0 | 0 | 1 | 0 | 3 | X  | 10    |

Sétima rodada
Domingo, 13 de fevereiro, 20:05
| Pista B                  | LSFE    | 1 | 2 | 3 | 4 | 5 | 6 | 7 | 8 | 9 | 10 | Final |
| ------------------------ | ------- | - | - | - | - | - | - | - | - | - | -- | ----- |
| GBR Grã-Bretanha (Mouat) | Martelo | 2 | 0 | 2 | 0 | 0 | 1 | 0 | 3 | X | X  | 8     |
| DEN Dinamarca (Krause)   |         | 0 | 0 | 0 | 0 | 1 | 0 | 1 | 0 | X | X  | 2     |

| Pista C               | LSFE    | 1 | 2 | 3 | 4 | 5 | 6 | 7 | 8 | 9 | 10 | Final |
| --------------------- | ------- | - | - | - | - | - | - | - | - | - | -- | ----- |
| SUI Suíça (de Cruz)   | Martelo | 1 | 0 | 1 | 0 | 2 | 0 | 0 | 0 | 0 | X  | 4     |
| ITA Itália (Retornaz) |         | 0 | 1 | 0 | 1 | 0 | 3 | 0 | 1 | 2 | X  | 8     |

| Pista D                      | LSFE    | 1 | 2 | 3 | 4 | 5 | 6 | 7 | 8 | 9 | 10 | Final |
| ---------------------------- | ------- | - | - | - | - | - | - | - | - | - | -- | ----- |
| CHN China (Ma)               | Martelo | 1 | 0 | 1 | 0 | 1 | 0 | 0 | 2 | 1 | 0  | 6     |
| USA Estados Unidos (Shuster) |         | 0 | 2 | 0 | 3 | 0 | 2 | 0 | 0 | 0 | 1  | 8     |

Oitava rodada
Segunda-feira, 14 de fevereiro, 14:05
| Pista A               | LSFE    | 1 | 2 | 3 | 4 | 5 | 6 | 7 | 8 | 9 | 10 | Final |
| --------------------- | ------- | - | - | - | - | - | - | - | - | - | -- | ----- |
| CAN Canadá (Gushue)   |         | 1 | 0 | 1 | 0 | 0 | 2 | 0 | 0 | 3 | X  | 7     |
| ITA Itália (Retornaz) | Martelo | 0 | 1 | 0 | 1 | 0 | 0 | 0 | 1 | 0 | X  | 3     |

| Pista B                | LSFE    | 1 | 2 | 3 | 4 | 5 | 6 | 7 | 8 | 9 | 10 | 11 | Final |
| ---------------------- | ------- | - | - | - | - | - | - | - | - | - | -- | -- | ----- |
| DEN Dinamarca (Krause) | Martelo | 1 | 0 | 0 | 1 | 1 | 0 | 1 | 0 | 1 | 0  | 1  | 6     |
| NOR Noruega (Walstad)  |         | 0 | 1 | 0 | 0 | 0 | 2 | 0 | 1 | 0 | 1  | 0  | 5     |

| Pista C           | LSFE    | 1 | 2 | 3 | 4 | 5 | 6 | 7 | 8 | 9 | 10 | Final |
| ----------------- | ------- | - | - | - | - | - | - | - | - | - | -- | ----- |
| ROC (Glukhov)     |         | 0 | 1 | 0 | 0 | 0 | 2 | 0 | 2 | 0 | 0  | 5     |
| SWE Suécia (Edin) | Martelo | 1 | 0 | 0 | 2 | 1 | 0 | 2 | 0 | 0 | 1  | 7     |

| Pista D                  | LSFE    | 1 | 2 | 3 | 4 | 5 | 6 | 7 | 8 | 9 | 10 | Final |
| ------------------------ | ------- | - | - | - | - | - | - | - | - | - | -- | ----- |
| SUI Suíça (de Cruz)      |         | 0 | 0 | 1 | 0 | 1 | 1 | 0 | 0 | 2 | 0  | 5     |
| GBR Grã-Bretanha (Mouat) | Martelo | 0 | 1 | 0 | 2 | 0 | 0 | 1 | 1 | 0 | 1  | 6     |

Nona rodada
Terça-feira, 15 de fevereiro, 9:05
| Pista A               | LSFE    | 1 | 2 | 3 | 4 | 5 | 6 | 7 | 8 | 9 | 10 | Final |
| --------------------- | ------- | - | - | - | - | - | - | - | - | - | -- | ----- |
| ROC (Glukhov)         |         | 0 | 1 | 0 | 0 | 2 | 0 | 2 | 0 | 0 | X  | 5     |
| NOR Noruega (Walstad) | Martelo | 3 | 0 | 1 | 4 | 0 | 1 | 0 | 1 | 2 | X  | 12    |

| Pista B             | LSFE    | 1 | 2 | 3 | 4 | 5 | 6 | 7 | 8 | 9 | 10 | Final |
| ------------------- | ------- | - | - | - | - | - | - | - | - | - | -- | ----- |
| CAN Canadá (Gushue) |         | 0 | 2 | 0 | 2 | 0 | 2 | 0 | 3 | 0 | 1  | 10    |
| CHN China (Ma)      | Martelo | 1 | 0 | 2 | 0 | 2 | 0 | 1 | 0 | 2 | 0  | 8     |

| Pista C                      | LSFE    | 1 | 2 | 3 | 4 | 5 | 6 | 7 | 8 | 9 | 10 | Final |
| ---------------------------- | ------- | - | - | - | - | - | - | - | - | - | -- | ----- |
| SUI Suíça (de Cruz)          | Martelo | 1 | 0 | 0 | 1 | 0 | 2 | 0 | 0 | 0 | X  | 4     |
| USA Estados Unidos (Shuster) |         | 0 | 2 | 0 | 0 | 1 | 0 | 2 | 1 | 1 | X  | 7     |

| Pista D                | LSFE    | 1 | 2 | 3 | 4 | 5 | 6 | 7 | 8 | 9 | 10 | Final |
| ---------------------- | ------- | - | - | - | - | - | - | - | - | - | -- | ----- |
| SWE Suécia (Edin)      | Martelo | 0 | 1 | 0 | 1 | 0 | 3 | 0 | 2 | 1 | X  | 8     |
| DEN Dinamarca (Krause) |         | 0 | 0 | 1 | 0 | 1 | 0 | 1 | 0 | 0 | X  | 3     |

Décima rodada
Terça-feira, 15 de fevereiro, 20:05
| Pista A                  | LSFE    | 1 | 2 | 3 | 4 | 5 | 6 | 7 | 8 | 9 | 10 | Final |
| ------------------------ | ------- | - | - | - | - | - | - | - | - | - | -- | ----- |
| SWE Suécia (Edin)        | Martelo | 0 | 0 | 1 | 0 | 1 | 0 | 1 | 0 | 2 | 1  | 6     |
| GBR Grã-Bretanha (Mouat) |         | 1 | 2 | 0 | 1 | 0 | 1 | 0 | 2 | 0 | 0  | 7     |

| Pista B                      | LSFE    | 1 | 2 | 3 | 4 | 5 | 6 | 7 | 8 | 9 | 10 | Final |
| ---------------------------- | ------- | - | - | - | - | - | - | - | - | - | -- | ----- |
| ITA Itália (Retornaz)        | Martelo | 1 | 0 | 2 | 0 | 2 | 0 | 1 | 4 | X | X  | 10    |
| USA Estados Unidos (Shuster) |         | 0 | 2 | 0 | 1 | 0 | 1 | 0 | 0 | X | X  | 4     |

| Pista C               | LSFE    | 1 | 2 | 3 | 4 | 5 | 6 | 7 | 8 | 9 | 10 | Final |
| --------------------- | ------- | - | - | - | - | - | - | - | - | - | -- | ----- |
| NOR Noruega (Walstad) |         | 0 | 1 | 0 | 2 | 0 | 0 | 1 | 0 | 2 | 0  | 6     |
| CHN China (Ma)        | Martelo | 1 | 0 | 2 | 0 | 0 | 1 | 0 | 3 | 0 | 1  | 8     |

| Pista D             | LSFE    | 1 | 2 | 3 | 4 | 5 | 6 | 7 | 8 | 9 | 10 | 11 | Final |
| ------------------- | ------- | - | - | - | - | - | - | - | - | - | -- | -- | ----- |
| ROC (Glukhov)       | Martelo | 0 | 1 | 1 | 1 | 0 | 1 | 0 | 0 | 2 | 0  | 1  | 7     |
| CAN Canadá (Gushue) |         | 1 | 0 | 0 | 0 | 1 | 0 | 1 | 1 | 0 | 2  | 0  | 6     |

Décima primeira rodada
Quarta-feira, 16 de fevereiro, 14:05
| Pista A             | LSFE    | 1 | 2 | 3 | 4 | 5 | 6 | 7 | 8 | 9 | 10 | Final |
| ------------------- | ------- | - | - | - | - | - | - | - | - | - | -- | ----- |
| CHN China (Ma)      |         | 0 | 0 | 1 | 0 | 2 | 0 | 0 | 1 | 0 | 2  | 6     |
| SUI Suíça (de Cruz) | Martelo | 0 | 2 | 0 | 1 | 0 | 0 | 1 | 0 | 1 | 0  | 5     |

| Pista B                  | LSFE    | 1 | 2 | 3 | 4 | 5 | 6 | 7 | 8 | 9 | 10 | Final |
| ------------------------ | ------- | - | - | - | - | - | - | - | - | - | -- | ----- |
| GBR Grã-Bretanha (Mouat) | Martelo | 3 | 0 | 1 | 1 | 0 | 1 | 0 | 1 | 0 | 1  | 8     |
| ROC (Glukhov)            |         | 0 | 1 | 0 | 0 | 1 | 0 | 2 | 0 | 2 | 0  | 6     |

| Pista C                | LSFE    | 1 | 2 | 3 | 4 | 5 | 6 | 7 | 8 | 9 | 10 | Final |
| ---------------------- | ------- | - | - | - | - | - | - | - | - | - | -- | ----- |
| ITA Itália (Retornaz)  |         | 0 | 2 | 2 | 1 | 0 | 4 | 1 | X | X | X  | 10    |
| DEN Dinamarca (Krause) | Martelo | 2 | 0 | 0 | 0 | 1 | 0 | 0 | X | X | X  | 3     |

Décima segunda rodada
Quinta-feira, 17 de fevereiro, 9:05
| Pista A                      | LSFE    | 1 | 2 | 3 | 4 | 5 | 6 | 7 | 8 | 9 | 10 | Final |
| ---------------------------- | ------- | - | - | - | - | - | - | - | - | - | -- | ----- |
| DEN Dinamarca (Krause)       | Martelo | 1 | 1 | 0 | 0 | 1 | 0 | 0 | 0 | 2 | X  | 5     |
| USA Estados Unidos (Shuster) |         | 0 | 0 | 2 | 3 | 0 | 0 | 1 | 1 | 0 | X  | 7     |

| Pista B             | LSFE    | 1 | 2 | 3 | 4 | 5 | 6 | 7 | 8 | 9 | 10 | Final |
| ------------------- | ------- | - | - | - | - | - | - | - | - | - | -- | ----- |
| SWE Suécia (Edin)   | Martelo | 3 | 0 | 0 | 2 | 0 | 1 | 1 | 0 | 1 | 0  | 8     |
| SUI Suíça (de Cruz) |         | 0 | 0 | 2 | 0 | 3 | 0 | 0 | 2 | 0 | 3  | 10    |

| Pista C                  | LSFE    | 1 | 2 | 3 | 4 | 5 | 6 | 7 | 8 | 9 | 10 | Final |
| ------------------------ | ------- | - | - | - | - | - | - | - | - | - | -- | ----- |
| CAN Canadá (Gushue)      |         | 0 | 2 | 0 | 0 | 0 | 0 | 0 | 0 | X | X  | 2     |
| GBR Grã-Bretanha (Mouat) | Martelo | 2 | 0 | 0 | 1 | 0 | 1 | 0 | 1 | X | X  | 5     |

| Pista D               | LSFE    | 1 | 2 | 3 | 4 | 5 | 6 | 7 | 8 | 9 | 10 | Final |
| --------------------- | ------- | - | - | - | - | - | - | - | - | - | -- | ----- |
| NOR Noruega (Walstad) |         | 0 | 0 | 2 | 0 | 1 | 0 | 2 | 2 | 2 | X  | 9     |
| ITA Itália (Retornaz) | Martelo | 1 | 1 | 0 | 2 | 0 | 0 | 0 | 0 | 0 | X  | 4     |

## Fase final
|  | Semifinal          | Semifinal       |   |                    | Final               | Final |  |
|  |                    |                 |   |                    |                     |       |  |
|  | 17 de fevereiro    |                 |   |                    |                     |       |  |
|  | GBR Grã-Bretanha   | 8               |   |                    |                     |       |  |
|  | USA Estados Unidos | 4               |   |                    |                     |       |  |
|  |                    |                 |   |                    |                     |       |  |
|  |                    |                 |   |                    | 19 de fevereiro     |       |  |
|  |                    |                 |   |                    | GBR Grã-Bretanha    | 4     |  |
|  |                    | SWE Suécia      | 5 |                    |                     |       |  |
|  |                    |                 |   |                    |                     |       |  |
|  |                    |                 |   |                    |                     |       |  |
|  |                    |                 |   |                    | Disputa pelo bronze |       |  |
|  | 17 de fevereiro    | 17 de fevereiro |   | 18 de fevereiro    | 18 de fevereiro     |       |  |
|  | SWE Suécia         | 5               |   | USA Estados Unidos | 5                   |       |  |
|  | CAN Canadá         | 3               |   |                    | CAN Canadá          | 8     |  |

### Semifinais
Quinta-feira, 17 de fevereiro, 20:05
| Pista C                      | LSFE    | 1 | 2 | 3 | 4 | 5 | 6 | 7 | 8 | 9 | 10 | Final |
| ---------------------------- | ------- | - | - | - | - | - | - | - | - | - | -- | ----- |
| GBR Grã-Bretanha (Mouat)     | Martelo | 0 | 0 | 3 | 0 | 2 | 0 | 0 | 0 | 1 | 2  | 8     |
| USA Estados Unidos (Shuster) |         | 0 | 2 | 0 | 2 | 0 | 0 | 0 | 0 | 0 | 0  | 4     |

| Pista A             | LSFE    | 1 | 2 | 3 | 4 | 5 | 6 | 7 | 8 | 9 | 10 | Final |
| ------------------- | ------- | - | - | - | - | - | - | - | - | - | -- | ----- |
| SWE Suécia (Edin)   | Martelo | 0 | 1 | 0 | 2 | 0 | 0 | 0 | 1 | 0 | 1  | 5     |
| CAN Canadá (Gushue) |         | 0 | 0 | 1 | 0 | 2 | 0 | 0 | 0 | 0 | 0  | 3     |

### Disputa pelo bronze
Sexta-feira, 18 de fevereiro, 14:05
| Pista B                      | LSFE    | 1 | 2 | 3 | 4 | 5 | 6 | 7 | 8 | 9 | 10 | Final |
| ---------------------------- | ------- | - | - | - | - | - | - | - | - | - | -- | ----- |
| USA Estados Unidos (Shuster) |         | 0 | 1 | 0 | 2 | 0 | 2 | 0 | 0 | 0 | X  | 5     |
| CAN Canadá (Gushue)          | Martelo | 2 | 0 | 1 | 0 | 1 | 0 | 0 | 2 | 2 | X  | 8     |

### Final
Sábado, 19 de fevereiro, 14:05
| Pista B                  | LSFE    | 1 | 2 | 3 | 4 | 5 | 6 | 7 | 8 | 9 | 10 | 11 | Final |
| ------------------------ | ------- | - | - | - | - | - | - | - | - | - | -- | -- | ----- |
| GBR Grã-Bretanha (Mouat) | Martelo | 1 | 0 | 0 | 1 | 0 | 0 | 1 | 0 | 0 | 1  | 0  | 4     |
| SWE Suécia (Edin)        |         | 0 | 2 | 1 | 0 | 0 | 0 | 0 | 1 | 0 | 0  | 1  | 5     |